# Семёновский сельский округ (Можайский район)
Семёновский сельский округ — упразднённая административно-территориальная единица, существовавшая на территории Можайского района Московской области в 1994—2006 годах.
Слащёвский сельсовет был образован в первые годы советской власти. До 1929 года он входил в состав Уваровской волости Вяземского уезда Смоленской губернии.
В 1929 году Слащёвский с/с вошёл в состав Уваровского района Вяземского округа Западной области.
5 августа 1929 года Уваровский район был передан в Московский округ Московской области.
В начале 1942 года к Слащёвскому с/с был присоединён Дорогинский сельсовет.
3 июня 1959 года Уваровский район был упразднён и Слащёвский с/с вошёл в Можайский район.
8 августа 1959 года к Слащёвскому с/с был присоединён Горбуновский с/с. При этом центр Слащёвского с/с был перенесён в селение Семёновское, а сам сельсовет переименован в Семёновский сельсовет.
1 февраля 1963 года Можайский район был упразднён и Семёновский с/с вошёл в Можайский сельский район. 11 января 1965 года Семёновский с/с был возвращён в восстановленный Можайский район.
6 марта 1975 года в Семёновском с/с было упразднено селение Боровикино.
30 мая 1978 года в Семёновском с/с было упразднено селение Федотово.
3 февраля 1994 года Семёновский с/с был преобразован в Семёновский сельский округ.
В ходе муниципальной реформы 2004—2005 годов Семёновский сельский округ прекратил своё существование как муниципальная единица. При этом все его населённые пункты были переданы в сельское поселение Замошинское.
29 ноября 2006 года Семёновский сельский округ исключён из учётных данных административно-территориальных и территориальных единиц Московской области.